# Tiden och barnet
Tiden och barnet, engelsk originaltitel The Child in Time, är en roman av den brittiske författaren Ian McEwan. Den publicerades 1987, och översattes till svenska 1988. Boken handlar om barnboksförfattaren Stephen två år efter att hans tre år gamla dotter Kate kidnappats, och vann Whitbread Novel Award samma år som den publicerades. Jämfört med McEwans tidigare romaner är Tiden och barnet både längre och mer komplex.

## Handling
Tiden och barnet utspelar sig i en dystopisk framtid, några år efter dess utgivning 1987. Huvudpersonen, Stephen Lewis, är en barnboksförfattare som försöker återhämta sig från förlusten av sin treåriga dotter som blev kidnappad i ett varuhus. Kidnappningen ledde till Stephens uppbrott med sin fru, Julie. Romanen utspelar sig omkring två år efter kidnappningen, varefter hans enda syfte i livet, förutom att ligga i soffan med ett glas whisky och kolla på sport, är att vara medlem i en barnvårdskommitté som arbetar med att ta fram en officiell rapport om barnvård med utgångspunkt i disciplin, på uppdrag av den auktoritära högerregeringen. Rapporten är dock redan författad på förhand av Stephens vän Charles Darke.
Den unge och lovande Darke har uppmärksammats av premiärministern - vars kön aldrig avslöjas - och blir snabbt en av premiärministerns favoriter. Darke klarar dock inte av det hårda trycket som högt uppsatt politiker utan regredierar till barndomen och flyr från det hårda trycket, genom att bli en tioårig pojke. I detta stöds han av sin fru Thelma, en kvantfysiker och expert på tidens natur - som i form av sådan engagerar Stephen med sina besynnerliga teorier om tid och rum. Dessa teorier rör både Darke - i och med hans regression och försök att reversera tiden - men även Stephen, som vid ett tillfälle upplever en märklig händelse som han inte kan förklara: han ser sina föräldrar som ett ungt par på en pub, innan de gifte sig, och innan han var född, medan de diskuterar om de ska göra abort med honom.
I slutet av romanen begår Charles Darke självmord, och Stephen och Julie återförenas. Julie har åter blivit gravid, och föder alldeles i slutet av boken ett barn (vars kön aldrig avslöjas).

## Bakgrund
Tiden och barnet är både längre och mer komplex än McEwans tidigare romaner. Den har många bottnar och händelser, och behandlar både historia, Storbritanniens politik, ekonomi och sociala status, såväl som Stephens barndom, hans föräldrar och hans barn. Berättelsen är mer intrikat än de tidigare ganska okomplicerade romanerna, och förflyttar sig ofta över olika tidsperioder. Till skillnad från hans tidigare romaner är även platsen - London och "Home Counties" - preciserad, namnen är återgivna med både för- och efternamn, den behandlar historia och politik, samt saknar det ganska genomgående våldet och psykopatologin, med mera, från de två första romanerna. Brian Martin skrev i The Spectator den 10 oktober 1987 att "den makabra, eländiga, sadistiska världen från McEwans tidigare romaner har försvunnit. Hans gotiska ungdomsålder har bytts ut mot vuxendom och vuxna insikter."
Som sådan har romanen setts som ett vattenmärke i McEwans litteratur. Judy Cooke skrev i The Listener att det "är en utveckling från McEwans tidigare litteratur, ett framsteg både tekniskt och tematiskt".

## Mottagande
Romanens mottagande har varit väldigt blandat: den har både prisats och förkastats. Michael Neve i The Times Literary Supplement skrev att det är en "modig och socialt förgrymmande roman". Brian Martin skrev i Spectator att det är en "seriös roman med många bottnar, och med skänker mycket nöje" samt att det "utan tvekan .. är McEwans bästa hittills". Judy Cooke skriver i Listener: "till slut en roman som konfronterar åttiotalets stora frågor och drar från dem en fyllig, komplicerad berättelse: dess idéer förkroppsligade i karaktärer och situation, stilen flytande och kvick, och kräver på varje sida läsarens uppmärksamhet".
Nicholas Spice, i London Review of Books, var inte lika imponerad, utan ansåg att flera av scenerna var "för tillgjorda, för klumpigt uppenbara, och inte speciellt intressanta".. Gabrielle Annan i New York Review of Books menar att det är en "ganska löjlig roman". Slutscenen där Stephen hjälper sin fru att föda har setts som en manifestation för mäns avundsjuka på kvinnors reproduktionsförmåga. Adam Mars-Jones menar i sin skrift Venus Envy att Stephen konstant upptar kvinnoroller som har att göra med barnafödande: "han hjälper sin mor bestämma att inte abortera honom, han räddar en lastbilschaufför från en krock i en parodi på födseln han föder sitt eget barn och räddar dess liv."

## Teman
Boken behandlar teorin att tid är relativt, och kan vara flytande och ostrukturerat. På ett sätt kan den ses som en tidsresande berättelse. I romanens hjärta framträder "barnet i tiden" - Stephen själv - för sin mor som ett barns ansikte i ett fönster, vilket får henne att bestämma sig för att behålla barnet, honom, snarare än abort.
Boken utforskar även det sätt som Stephens och Julies liv förvittrar efter Kates försvinnande, och hur en oförväntad händelse i bokens slut kan föra dem närmre varandra igen.